# Grewia pandaica
Grewia pandaica är en malvaväxtart som beskrevs av J. R. Drummond. Grewia pandaica ingår i släktet Grewia och familjen malvaväxter. Inga underarter finns listade i Catalogue of Life.